# Ferrovia di Montijo
La ferrovia di Montijo, in portoghese Ramal do Montijo, ma denominata anche Ramal de Aldegallega o Ramal de Aldeia Galega (nome antico della località di Montijo) era una breve linea ferroviaria del Portogallo, a scartamento iberico, che collegava Montijo alla stazione di Pinhal Novo. Inaugurata il 4 ottobre 1908 fu chiusa nel 1989.

## Storia

### Prodromi
Nell'agosto 1854 fu autorizzato uno studio della linea allo scopo di scegliere il tracciato ottimale. L'idea di un porto fluviale ad Aldeia Galega venne scartata perché troppo distante da Lisbona. 

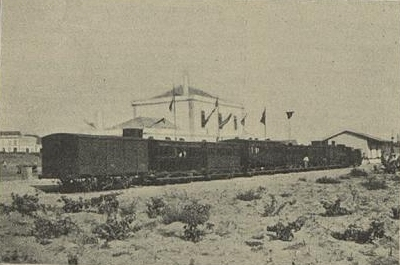
Inauguração da estação do Montijo.

### Costruzione e apertura
Nel 1906 Francisco da Silva, presidente della camera municipale di Montijo si espresse in favore della realizzazione di una ferrovia tra Pinhal Novo e Montijo.
La ferrovia era promossa e finanziata dagli enti locali interessati e fu una delle poche in Portogallo ad essere finanziata direttamente da questi; nel 1907 la municipalità venne autorizzata a contrarre un mutuo. 
La linea fu inaugurata il 4 ottobre 1908; l'esercizio fu assunto dalla "Divisione sud e sud-est" delle Caminhos de Ferro do Estado.

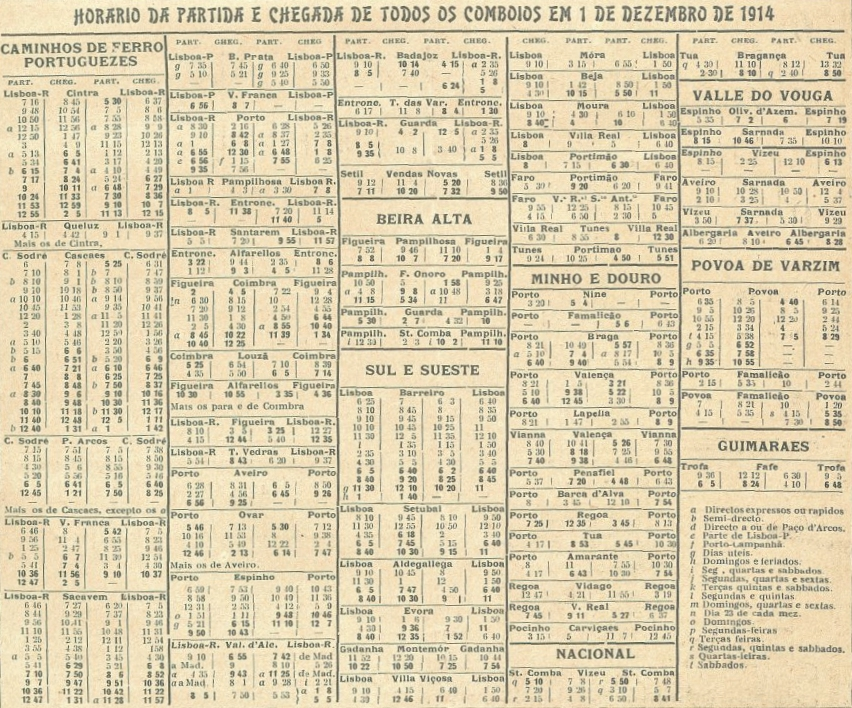
Quadro orario del 1914; linea Lisbona (Barreiro)-Aldegallega

Le previsioni dei progettisti furono rispettate; nei primi anni la linea ebbe un consistente traffico e i ricavi furono sufficienti ad estinguere il mutuo entro il 1º maggio 1911. 

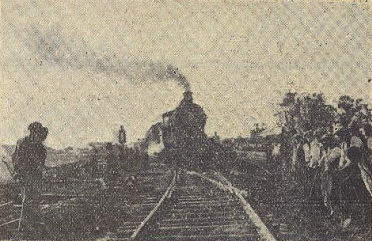
Lavori sulla ferrovia a Pinhal Novo, nel 1934

### Tra 1920 e fine anni trenta
Dall'11 maggio 1927 l'esercizio della linea passò alla Companhia dos Caminhos de Ferro Portugueses in conseguenza della nazionalizzazione; ripresero così vita le idee di prolungamento con un ponte da Montijo a Lisbona; un progetto di Linha do Sorraia fu proposto da José Fernando de Sousa, ingegnere e politico portoghese, con inizio a Ponte de Sor fino a Montijo collegandosi alla ferrovia per raggiungere Lisbona con un ponte ferroviario e stradale.
Nulla di fatto, tuttavia; dal 30 maggio 1933 la Companhia dos Caminhos de Ferro Portugueses istituì autoservizi sostitutivi per i passeggeri lasciando in funzione solo due treni giornalieri.
Alla fine del 1939 la Companhia dos Caminhos de Ferro Portugueses annunciò la sospensione di molti servizi ferroviari tra cui quello di Montijo.

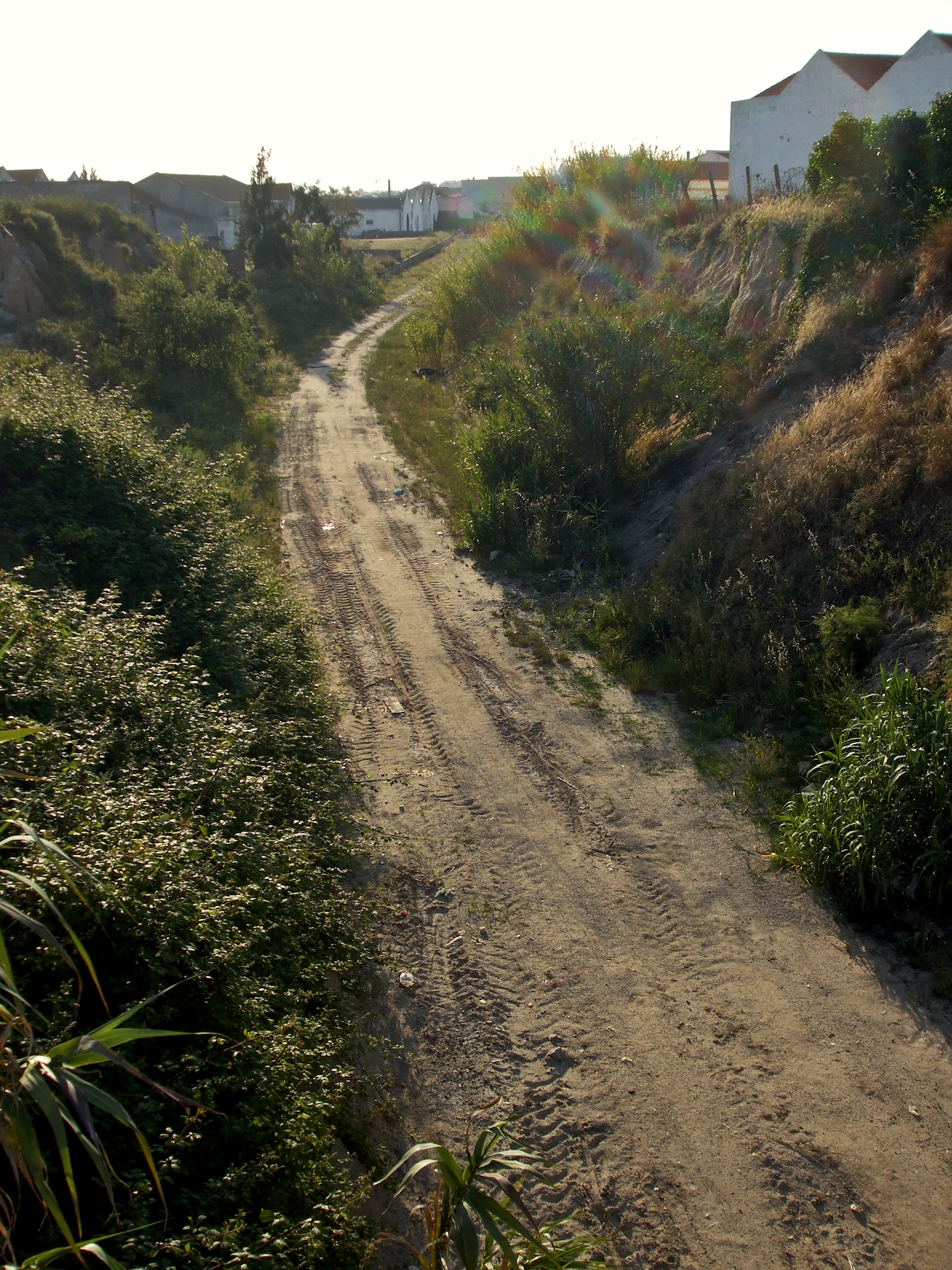
Tracciato dismesso e disarmato nei pressi di Montijo, nel 2009

## Chiusura e trasformazione in pista ciclabile
La circolazione ferroviaria sulla linea venne definitivamente sospesa nel 1989 nonostante le molte proteste.
Nel luglio 2002 venne studiata la trasformazione in pista ciclabile il cui primo tratto entrò in funzione nel 2008.
|  | Continuation backward |

|  | Unknown route-map component "xABZgl" | Unknown route-map component "CONTfq" |

| Unknown route-map component "dSTRq" | Unknown route-map component "xhKRZa" | Unknown route-map component "dSTRq" |

| Unknown route-map component "dWASSERq" | Unknown route-map component "exhKRZWe" | Unknown route-map component "dWASSERq" |

|  | Unknown route-map component "exLSTR" | Unknown route-map component "exCONTg" |

|  | Unknown route-map component "exLSTR" | Unknown route-map component "exBHF" |

|  | Unknown route-map component "exLSTRl" + Unknown route-map component "exLSTR+l" + Unknown route-map component "exLSTR" | Unknown route-map component "exLSTRr" |

|  | Unknown route-map component "exKBHFa" |

|  | Unknown route-map component "exHST" |

|  | Unknown route-map component "exHST" |

| Unknown route-map component "CONTgq" | Unknown route-map component "xABZg+r" |  |

| Unknown route-map component "CONTgq" | Unknown route-map component "ABZg+r" |  |

|  | Station on track |

| Unknown route-map component "CONTgq" | Unknown route-map component "ABZgr" |  |

| Unknown route-map component "CONTgq" | One way rightward |  |